# Didymocarpus villosus
Didymocarpus villosus är en tvåhjärtbladig växtart som beskrevs av David Don. Didymocarpus villosus ingår i släktet Didymocarpus och familjen Gesneriaceae. Inga underarter finns listade i Catalogue of Life.